# Mighty No. 9
Mighty no. 9 (яп. マイティーナンバーナイン маити: намба: наин) — компьютерная игра в жанре action-платформер, разработанная Comcept совместно с Inti Creates и изданная Deep Silver в июне 2016 на Microsoft Windows, PlayStation 3, PlayStation 4, Xbox 360, Xbox One и Wii U; и в августе 2016 на OS X и Linux. Средства на создание игры были собраны посредством краудфандинга на сайте Kickstarter, где было собрано около 4 миллионов долларов. Mighty no. 9 как по игровому процессу, так и по дизайну персонажей сильно напоминает ранние игры серии Mega Man и рассматривалась как идейный наследник этой серии. Проектом руководил Кэйдзи Инафунэ, до этого работавший в Capcom над серией игр Mega Man в качестве главного художника.
Игра была сильно ожидаема на запуске проекта, однако последующие переносы сроков релиза и решение Comcept запустить на Kickstarter другой проект, Red Ash: The Indelible Legend, были восприняты как проявление слабого менеджмента. Mighty no. 9 получила в основном отрицательные рецензии после выхода. В основном критике подвергались игровой дизайн, графика, контент, озвучивание и техническое исполнение.

## Игровой процесс
Mighty no. 9 является сайд-скроллером, объекты выполнены в 3D. Игрок контролирует робота по имени Бек, который может бежать, прыгать и стрелять во врагов. Игрок получает улучшения и оружие побеждённых врагов. Игра состоит из восьми главных уровней, которые игрок может выбирать в свободном порядке. В конце каждого уровня Беку предстоит битва с боссом — одним из «Mighty»-роботов. Пройдя все основные уровни, игрок попадает на финальный. Также есть дополнительный уровень с партнёром Бека Колл.
В дополнение к прыжкам и стрельбе, главной способностью Бека является рывок, который может быть использован для быстрого перемещения или пересечения длинных ям. Ослабив врагов стрельбой, Бек может пролететь через них рывком, собирая субстанцию, известную как Цел. Цел даёт Беку такие улучшения, как увеличение скорости и многие другие. Побеждая босса, Бек может трансформироваться в новую форму, имеющую особенность этого босса. Колл не может собирать Цел, но её рывок длиннее, чем у Бека, и она может использовать щит, защищающий от попаданий, и реактивные ботинки, замедляющие падение.

## Сюжет
В центре сюжета — приключения робота Бека, созданного для участия в сражениях боевых роботов. История начинается с заражения роботов по всему миру загадочным компьютерным вирусом. Вирус заставляет роботов выступить против человечества. Заражение не обошло стороной и товарищей Бека из его команды Mighty Numbers, однако сам персонаж избежал этой участи. Задача главного героя — сражаться с врагами человечества и найти того, кто задумал уничтожить планету. С восстанием машин Беку помогает бороться его напарник Колл.

## Разработка
Mighty no. 9 была анонсирована на PAX 2013 Инафунэ и его командой. Проект был запущен на Kickstarter 31 августа 2013 года и собрал необходимые 900 тысяч долларов за два дня.
Игра была направлена на то, чтобы стать духовным продолжателем серии игр Mega Man из-за пренебрежительной политике к франшизе обладателю прав на неё Capcom. Игра стала одной из первых краундфандинговых видеоигровых проектов, запущенных в Японии.
Инафунэ говорил, что он хотел бы создать такой проект, где бы фанаты смогли принимать непосредственное участие. К концу сентября вложенная в проект сумма достигла 4 миллионов долларов. С 27 сентября по 2 октября проводилось голосование за концепт-дизайн Колл, на котором вперёд вырвались концепты E, F и H. Саундтрек к игре был написан Манами Мацумае, известному по работам с серией Mega Man.
30 сентября 2013 года было подтверждено, что движком игры станет Unreal Engine. В интервью Game Informer Инафунэ заявил, что не рассматривает Capcom как потенциальных издателей, даже если бы игру выпустили как часть серии Mega Man. 19 марта 2014 на Game Developers Conference был показан предварительный трейлер.
На Anime Expo 2014 был анонсирован анимационный сериал по мотивам игры The series is scheduled for release in Q2 2016..
Инафунэ представил общественности новый проект — игру Red Ash: The Indelible Legend, концепты которой имели много общего с Mighty no. 9. Компания на Kickstarter оказалась неудачной, так как из запланированных 800 тысяч долларов было собрано только 519. Несмотря на это, китайская компания Fuze приняла решение спонсировать разработку.
Многочисленные переносы сроков релиза Mighty no. 9 и объявление и провал Red Ash были восприняты как проявление плохого менеджмента и плохими коммуникациями среди коллектива разработчиков. Продюсер игры Ник Ю принёс извинения за последний перенос, сказав, что идёт доработка режима многопользовательской игры, тогда как одиночная кампания готова на 100 %. На вопрос о провале Red Ash он ответил, что было необходимо запустить новый проект, потому что некоторые сотрудники компании оставались без дела, так как Mighty no. 9 уже почти была сделана.
После третьего переноса выпуска игры на первую половину 2016 года, Инафунэ заявил, что команде разработчиков «нет прощения» за то, что они огорчили фанатов и вкладчиков несколько раз. Комментаторы говорили, что серия переносов, совмещённые с обещаниями, что дальнейших задержек не будет, подорвали веру в проект и очернили как Инафунэ, так и Comcept. Также, по их словам, последующие проекты, собирающиеся финансироваться посредством краудфандинга, должны брать Mighty no. 9 как пример, когда проект может провалиться путём чрезмерных обещаний и неспособностью предоставить конечный продукт. 25 мая 2016 года Deep Silver опубликовали трейлер, названный «мастер-классом», который получил крайне отрицательную оценку от фанатов и медиа, включая генерального директора Inti Creates Такуя Айдзу, публично раскритиковавшим трейлер в своём твиттере, называя его «непростительным». Критика в основном основывалась на ужасном сценарии, который сводился к фразе «заставить плохих парней плакать как анимешника на выпускном», высмеянной многими и найденной ироничной, так как Comcept запланировала аниме к своему проекту Red Ash.

## Оценки
| Сводный рейтинг | Сводный рейтинг | Сводный рейтинг |
| Издание         | Оценка          | Оценка          |
| Издание         | PC              | PS4             |
| --------------- | --------------- | --------------- |
| GameRankings    | 48,46 %         | 50,80 %         |

Версии на Windows, Playstation 4 и Xbox One получили смешанные оценки, тогда как версия на Wii U получила по большей части смешанные и отрицательные отзывы, согласно сайту-агрегатору Metacritic.
Сайт Riot Pixels оценил игру на 60 %.
Летом 2018 года, благодаря уязвимости в защите Steam Web API, стало известно, что точное количество пользователей сервиса Steam, которые играли в игру хотя бы один раз, составляет 106 427 человек.